# Tulipa primulina
Tulipa primulina là một loài thực vật có hoa trong họ Liliaceae. Loài này được Baker mô tả khoa học đầu tiên năm 1882.